# Allokermes ferrisi
Allokermes ferrisi är en insektsart som beskrevs av Bullington och Kosztarab 1985. Allokermes ferrisi ingår i släktet Allokermes och familjen eksköldlöss. Inga underarter finns listade i Catalogue of Life.